# 贺知章
贺知章（659年—744年），字季真，一字维摩，号石窗，晚年号四明狂客，越州永兴县（今浙江蕭山）人，唐朝诗人、書法家、官員，因曾任祕書監，故人稱賀監，官至禮部尚書。三国时东吴将領贺齐的十八世孙。贺知章是史料所载的萧山历史上唯一的状元。
贺知章流傳下來的詩不多，收錄於《全唐詩》中的只有二十首，著名的有《咏柳》、《回乡偶书》等。

## 生平
少時以文詞知名，神龍年間已揚名京城，武周証聖元年（695年）進士（狀元及第)，初授國子監四門博士，又遷太常博士。
唐玄宗開元十三年（725年）遷禮部侍郎兼集賢院學士，後遷太子賓客、檢校工部侍郎、秘書監、禮部尚書等官，性格爽直，豁達而健談，好飲酒，一日鼻子流出类似黄胶的涕液數盆，医生说是饮酒太过，贺知章不以为然，照旧日饮月醉。
開元二十六年（738年）改任太子賓客、銀青光祿大夫兼正授秘書監，因而人稱“賀監”。
天寶元年（742年）84歲的賀知章在長安紫極宮遇到42歲、欲求功名而初到長安城的李白，在讀了李白作品《蜀道難》、《烏棲曲》等詩後，感叹地说道：“子，谪仙人也。”，從此後人稱李白為詩仙，兩人成為好友，並留下“金龜換酒”的佳話。
賀知章與李白等八人稱為《酒中八仙》。(包括李適之、崔宗之、蘇晉、張旭、焦遂和汝陽王李璡)
天寶三年（744年），因病恍惚，上疏請度為道士，求還鄉里，捨本鄉家宅為道觀，求周宮湖數頃為放生池。皇帝詔令准許，賜鑑湖一曲。唐玄宗以御製詩贈之，皇太子率百官餞行。回山陰五雲門外“道士莊”，住“千秋觀”，建“一曲亭”自娛，繁紙不過數十字。其間，寫下《回鄉偶書二首》，為人傳誦而膾炙人口，未幾病逝，年八十六。乾元元年（758年）唐肅宗追贈禮部尚書。
贺知章又擅长書法，能草书和隶书，吕总《续书评》評為“纵笔如飞，奔而不竭。”。他的诗清新脱俗，与另一位書法大師张旭为姻亲，過從甚密，时人以“贺张”称之。两人经常一起出游，“凡人家厅馆好墙壁及屏障，忽忘机兴发，落笔数行，如虫篆飞走，虽古之张（芝）、索（靖）不如也。好事者供其笺翰，共传宝之”。

## 圖集

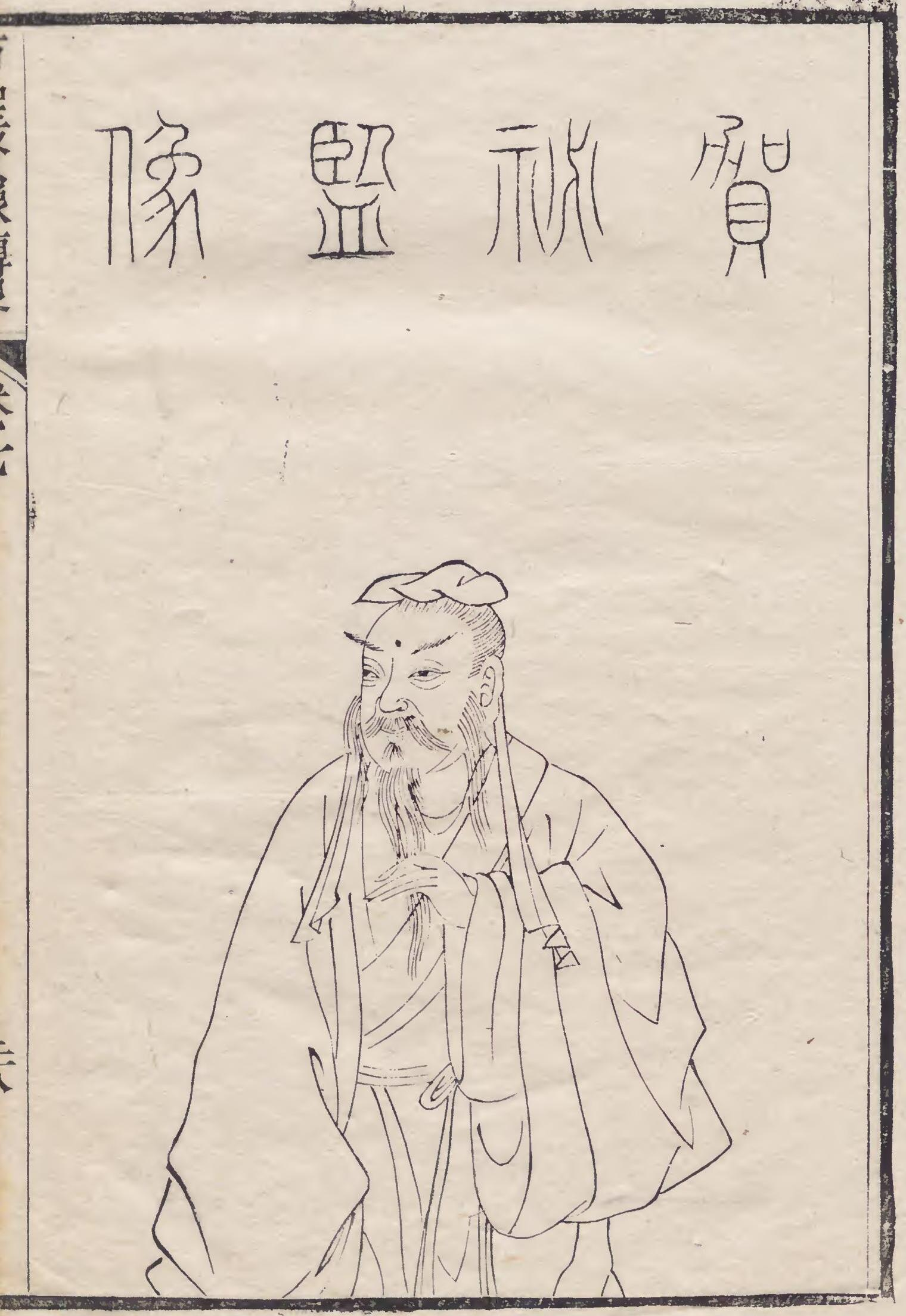
《古聖賢像傳略》賀知章像
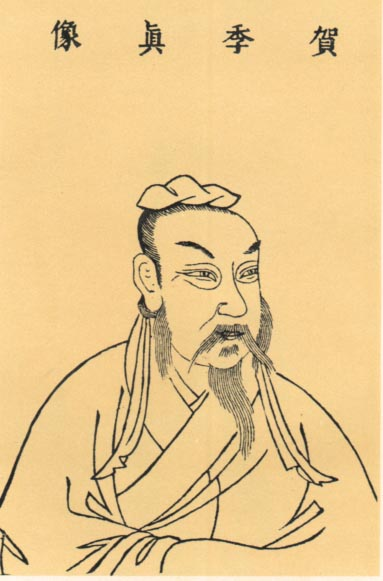
《三才圖會》賀知章像

## 儿子
- 贺曾，官至典设郎、朝散大夫、会稽郡司马
- 贺田
- 贺孚，唐玄宗为他起名，以孚是信的意思为名。贺知章认为唐玄宗戏弄他，吴人以孚为“爪下子”。[9]

## 評價
- 李白《對酒憶賀監二首·並序》：

太子賓客賀公。于長安紫極宮一見余。呼余爲谪仙人。因解金龜換酒爲樂。殁後對酒。怅然有懷而作是詩。
其一
四明有狂客，風流賀季真。
長安一相見，呼我谪仙人。
昔好杯中物，今爲松下塵。
金龜換酒處，卻憶淚沾巾。
其二
狂客歸四明，山陰道士迎。
敕賜鏡湖水，爲君台沼榮。
人亡餘故宅，空有荷花生。
念此杳如夢，淒然傷我情。
- 杜甫《飲中八仙歌》：知章騎馬似乘船,眼花落井水底眠。

## 延伸閱讀
[在维基数据编辑]
 在维基文库阅读此作者作品（ 在维基共享资源阅览影像）
 《四明人鑑·唐祕書監禮部尚書賀公知章》，出自《四明人鑑》
 《舊唐書/卷190中》，出自刘昫《舊唐書》
 《新唐書/卷196》，出自《新唐書》